# Athanase Gaudet
Pour l’article homonyme, voir Gaudet.
Athanase Gaudet (20 juin 1848-29 avril 1888) est un agriculteur, marchand et homme politique fédéral et municipal du Québec.

## Biographie
Né à Gentilly dans le Canada-Est, il fit ses études au Séminaire de Nicolet. Élu député nationaliste-conservateur dans la circonscription fédérale de Nicolet lors de l'élection partielle déclenchée après la démission de François-Xavier-Ovide Méthot en 1884, il sera réélu en 1887. Il mourut en fonction en 1888 à l'âge de 39 ans.
Il est maire de la municipalité de Gentilly de 1882 à 1888.
Son père, Joseph Gaudet, est député de la circonscription provinciale de Nicolet de 1867 à 1871.